# Coarticolazione
La coarticolazione è un fenomeno che si verifica durante la fonazione, per il quale ogni suono linguistico (o fono) subisce l'influenza del contesto nel quale è articolato, vale a dire dei foni che lo precedono o lo seguono. La scoperta si deve ad Alvin Liberman. Tale fenomeno è studiato dalla fonetica articolatoria intersegmentale, ed è dovuto al fatto che ogni suono non è articolato separatamente, di per sé, ma si trova in un contesto più ampio: nel continuum linguistico nel quale i suoni sono concatenati in una rapida successione ininterrotta, in cui il passaggio da una configurazione articolatoria (nella quale gli organi della bocca sono in una determinata posizione) a un'altra (nella quale gli organi devono cambiare anche radicalmente posizione) avviene senza soluzione di continuità.

## Fenomeni dovuti alla coarticolazione
Nella catena parlata gli effetti della coarticolazione si possono trasmettere sia all'indietro, cioè da un fono a quello che lo precede, sia in avanti, da un fono a quello che lo segue, sia anche a distanza di molti foni. Nel primo caso si avrà coarticolazione (a contatto) regressiva, nel secondo coarticolazione (a contatto) progressiva, nel terzo coarticolazione a distanza (che può essere sia progressiva che regressiva).
Sono fenomeni dovuti alla coarticolazione:
- l'assimilazione;
- la nasalizzazione;
- la sonorizzazione e desonorizzazione di consonanti;
- la spirantizzazione;
- la palatalizzazione.